# James Scott

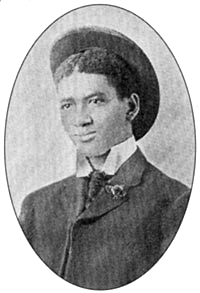
James Scott

James Sylvester Scott (12 de fevereiro de 1885 — 30 de agosto de 1938) foi um compositor de ragtime afro-americano. Foi membro do grupo "Big Three" (Scott Joplin, James Scott e Joseph Lamb), os mais notáveis compositores de ragtime. É considerado o Liszt do ragtime, pois suas obras são muito difíceis para reproduzi-las.

## Principais obras
- "Frog Legs Rag"
- "Ragtime Oriole"
- "Grace and Beauty"
- "On The Pike"
- "Broadway Rag"

Frog Legs Rag (1906)